# Sonic Youth Recordings
 (octobre 2014).
Si vous disposez d'ouvrages ou d'articles de référence ou si vous connaissez des sites web de qualité traitant du thème abordé ici, merci de compléter l'article en donnant les références utiles à sa vérifiabilité et en les liant à la section « Notes et références ».
Sonic Youth Recordings, ou SYR est un label de rock créé par le groupe Sonic Youth en 1996. Ce label permet au groupe de sortir des disques expérimentaux trop particuliers et expérimentaux pour paraître sur leur label habituel Geffen.
Les disques de la série sont tous conformes à un certain nombre de règles :
- Ils ont tous leur propre couleur.
- Ils ont tous leur propre langue (SYR1 : titres et textes sur la pochette en français ; SYR2 en hollandais ; SYR3 en espéranto ; SYR4 en anglais ; SYR5 en japonais ; SYR6 en lituanien ; SYR7 en arpitan ; SYR8 en danois ; SYR9 en français).
- Ils sont tous présentés dans un format de coffret cartonné ; le 4e et le 6e volet ont deux ouvertures au lieu d'une seule (les ouvertures contiennent les CD, mais la deuxième contient un poster dans le sixième volet).
- Ils ont tous la liste des morceaux sur leur pochette, mis à part le 4e et le 5e volet.
- Toutes leurs pochettes (excepté celles des cinquième et sixième volet) sont formées sur une illusion d'optique.
- On peut apercevoir sur toutes les pochettes et sur tous les CD l'expression « Perspectives Musicales » dans la langue du CD.
- Mis à part sur le 4e volet, on aperçoit sur toutes les pochettes la phrase « Ce disque stéréo peut être lu sur un lecteur mono » dans la langue du CD.

## Discographie
À ce jour 9 disques ont été publiés sur SYR :
- SYR1: Anagrama (1997) (instrumental)
- SYR2: Slaapkamers met Slagroom (1997) (instrumental/chant)
- SYR3: Invito al Ĉielo (1998) (avec Jim O'Rourke ; instrumental/chant)
- SYR4: Goodbye 20th Century (1999) (double-CD ; reprises de musique classique contemporaine)
- SYR5 (2000) (album de Kim Gordon avec Ikue Mori et DJ Olive, sans autres membres de Sonic Youth)
- SYR6: Koncertas Stan Brakhage Prisiminimui (2005) (live expérimental avec le percussionniste Tim Barnes)
- SYR8 : Andre Sider Af Sonic Youth (en) (2008) (avec Mats Gustafsson et Merzbow, enregistré en concert au Festival de Roskilde)
- SYR9: Simon Werner a disparu (2011) (bande originale du film Simon Werner a disparu...)[2]

## SKR
SKR (Sonic Knuth Records) est un label parallèle à SYR. Il a été utilisé pour publier le disque Silver Session for Jason Knuth, qui a un packaging et un style similaire à celui des disques SYR.